# Moussa Kémoko Diakité
Moussa Kémoko Diakité né en 1940 à Mamou, est un scénariste, réalisateur et producteur de cinéma guinéen.

## Biographie
Né en Guinée, il part suivre des études au Conservatoire National Supérieur d'Art Dramatique de Paris dans les années 1960, puis à l'Université de Francfort où il suit des cours de science théâtrales avant d'être assistant réalisateur à Berlin pour le CCC-Film jusqu'en 1967. Entre 1965-1966, il devient assistant de Harald Reinl dans La Vengeance de Siegfried (Die Nibelungen) puis dans l'adaptation du film Le deuil sied à Électre de Heinrich Koch (de).
Après ces études, il revient en Guinée. En août 1970, il est incarcéré au camp Boiro, comme plusieurs cinéastes sous le régime de Sékou Touré, avant d'être relâché en 1971.
Il reprend ses activités de cinéaste en 1971 avec un court métrage, Hirde Dyama, qui porte sur le groupe de musique Bembeya Jazz, suivi l'année d'après par le documentaire sur les Funérailles de Kwame Nkrumah, sur l'ancien président ghanéen. Dans la même veine, Fidel Castro, un voyage à Conakry, sorti la même année, dresse un parallèle entre le chef d'État cubain et Sékou Touré.
En 1982, Naitou (l'orpheline), son premier long métrage, lui vaut un succès historique avec Mention spéciale du jury aux Journées cinématographiques de Carthage, en Tunisie, et le prix de l'Unesco au FESPACO 1983 à Ouagadougou.
Il est le fondateur et directeur de l'Office Guinéen de Publicité (OGP) entre 1986 à 1992. En 1999, il dirige l'Office national de la Cinématographie de Guinée.

## Filmographie
- 1966 : La Vengeance de Siegfried (Die Nibelungen) comme assistant de Harald Reinl
- 1966 : Le Deuil sied comme adaptateur de Heinrich Koch (de)
- 1969 : Riziculture dans le Bagataye
- 1969 : Centre caféier de Nzérékoré
- 1972 : Le 14 mai 1970 : réalisateur
- 1972 : Hirde Dyama : réalisateur
- 1972 : Funérailles de Kwame Nkrumah : réalisateur
- 1972 : visite du président Fidel Castro à Conakry, La (documentaire) : réalisateur
- 1975 : L'Université à la campagne : réalisateur
- 1978 : Hafia, triple champion d'Afrique : réalisateur
- 1978 : Sport en Guinée : réalisateur
- 1978 : Le Sommet de Monrovia : réalisateur
- 1982 : Naitou (l'orpheline)  : acteur et réalisateur

## Prix et reconnaissances
- 1972 : Deuxième prix (Prix spécial d'authenticité) avec Hyrde Diama
- 1984 : Mention spéciale du jury aux Journées cinématographiques de Carthage en Tunisie[5]
- 1988 : Prix de l'Unesco au FESPACO à Ouagadougou[2].